# Diagramme de flux

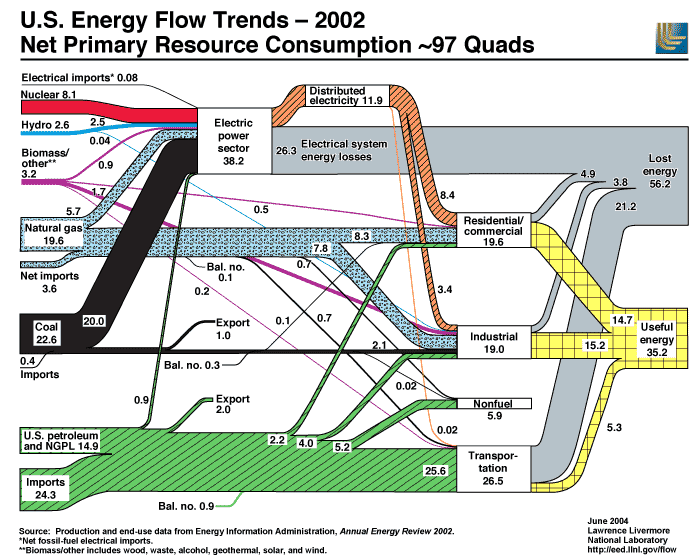
Exemple de diagramme de flux : diagramme de Sankey, souvent utilisés pour la visualisation de données d'intérêt énergétiques

Un diagramme de flux est un type de représentation graphique destiné à présenter des données associant des entrées et des sorties, figurant des flux.

## Catégories
On peut citer :
- le diagramme de flux de données, propre aux systèmes d'information,
- le diagramme de Sankey, utilisé en thermodynamique,
- certaines représentations graphiques de données statistiques, comme la Carte figurative de Charles Joseph Minard dont découle le diagramme de Sankey,
- le diagramme spaghetti, une étude des flux.